# Merlín (software)
Merlin es un programa para la generación automática de colecciones de ejercicios y problemas para Matemáticas, Física y Química lanzado por  VaxaSoftware en enero de 2009.
El software permite crear e imprimir colecciones de ejercicios/problemas como exámenes, ejercicios de repaso y tarea diaria para alumnos.
Va dirigido tanto a profesores como a padres y alumnos siendo usado en colegios, institutos, academias y hogar.
Todos los ejercicios y problemas vienen con el enunciado y el resultado. Los resultados se pueden ocultar o colocar en una página aparte (por ejemplo se si quieren crear exámenes).

## Asistente
Merlín dispone de un asistente que ayuda al usuario a crear las colecciones de problemas/ejercicios de forma fácil y cómoda mediante tres pasos básicos:
```
1) Seleccionar los temas y tipos de problemas.
2) Seleccionar la cantidad de problemas de cada tipo.
3) Pulsar el botón Finalizar.
```

Otras opciones permiten ver u ocultar los resultados de cada problema así como numerar las páginas y los problemas de las colecciones creadas.

### Ahorro de tiempo
Merlin permite al usuario un gran ahorro de tiempo al evitarle tener que buscar o fotocopiar colecciones de ejercicios/problemas de diversas fuentes.